# داعی کبیر
حسن بن زید بن محمد بن اسماعیل بن زید بن حسن (نیمهٔ نخست قرن سوم هجری قمری – ۳ رجب ۲۷۰ قمری) ملقب به داعی کبیر و داعی الی الحق، از سادات حسنی اهل مدینه بود که از حجاز به ری کوچ کرد. وی پس از درخواست اهالی طبرستان در سال ۲۵۰ هجری قمری قیامی را در این منطقه رهبری نمود که موجب بنیان نهادن حکومت علویان طبرستان گشت. وی پس از چندین نبرد علیه طاهریان توانست بر سراسر کوهستان و دشت‌های طبرستان مسلط شود، پس از آن نیز در جنگ‌هایی با عباسیان و صفاریان مواجه شد.
حکمرانی تحکم‌آمیز طاهریان از یک سو و سکنی گزیدن عوامل علوی در منطقه طبرستان منجر به قیامی به هواداری از حسن بن زید در ۲۵۰ قمری شد. بخشی از مردم طبرستان او را حاکم اعلام کردند و او توانست به هم‌پیمانی با «وهسودان بن جستان دیلمی» دست یابد. در میان نبردهایی که رخ داد، حسن بن زید سه بار توسط مهاجمان از طبرستان اخراج شد، نخستین‌بار در سال ۲۵۱ قمری در پی حمله‌ای از سلیمان طاهری، سپس در سال ۲۵۵ قمری توسط مفلح، سردار عباسی و آخرین‌بار در سال ۲۶۰ قمری توسط یعقوب لیث صفاری. داعی هربار در کوه‌های غیرقابل دسترسی دیلمیان پناه می‌گرفت و با حمایت آنان، به زودی قلمروش را بازمی‌یافت. وی همچنین قلمرو طبرستان را گسترش داد. گرگان را در سال ۲۵۳ قمری فتح کرد. سپس چندین‌بار این شهر دست به دست شد ولی نهایتاً، کاملاً تحت حکومت او درآمد. وی به سوی البرز جنوبی نیز تاخت و ری، قزوین، زنجان، و قومس را تصرف نمود.
حسن مجبور بود پس از آن دائماً مشغول دفاع در برابر حملاتی باشد که از هر سو وارد می‌شد و چند بار از آن سرزمین بیرون رانده شد، که در همه آن مواقع از دیلم مورد حمایت قرار گرفت تا جایی که توانست در ۲۵۷ قمری جرجان و در ۲۵۹ قمری قومس را بگیرد. جستان در آخرین سال‌های حیاتش، سعی کرد ری را دوباره تصرف کند که موفق نشد ولی مجبور بود به داعی در برابر یعقوب لیث صفار هم یاری رساند. حسن دوباره مجبور شد به دیلم پناه ببرد ولی باران‌های سیل‌آسا منجر به عقب‌نشینی سپاه او شد و حسن را نجات داد. حسن دوباره به طبرستان برگشت و تا ۲۶۶ که احمد بن عبدالله جرجان را اشغال و بخشی از آن را فتح کرد آنجا ماند. هنگامی که حسن مشغول جنگ با او بود، سید عقیقی این شایعه را گسترد که داعی زخمی یا کشته شده؛ ولی او در پی بازگشت داعی، شکست خورد و به قتل رسید. داعی در ۲۷۰ قمری زمانی که منطقه‌اش را در دست داشت درگذشت و آن را به برادرش محمد بن زید، داعی صغیر، واگذار کرد؛ خاندانش تا ۳۱۶ قمری بر طبرستان حکومت کرد. حسن بن زید که توانی نادر و سرکش برای مقاومت داشت، شخصی خالصانه مذهبی، تحصیلکرده و حامی نامه‌ها بود.
حسن بن زید سرانجام دچار بیماری گشت و یک سال با همان وضعیت حکومت را ادامه داد. در این دوره برادر حسن، محمد بن زید، در گرگان و خود او در آمل مستقر بودند. داماد داعی، احمد بن محمد، نیز اعمال حکومتی را در آمل انجام می‌داد. داعی در روز دوشنبه، ۳ رجب ۲۷۰ هجری قمری درگذشت و او را در محلهٔ راستکوی که پیش از مرگش، خود آن را آماده کرده بود، دفن نمودند. داعی در زمان مرگ خود فرزندی نداشت و برهمین اساس در وصیتش وارث حکومت را برادر خود معرفی کرده بود؛ اما برخلاف وصیت داعی احمد بن محمد بر مسند قدرت نشست.
داعی کبیر از مخالفان خلفای عباسی — که اغلب سُنّی مذهب بودند — بوده‌است و بر همین اساس برخلاف حکومت عباسی — که از رنگ سیاه استفاده می‌کرد — او از لباس و پرچم سفید بهره می‌برد. گرچه مذهب رسمی علویان طبرستان در زمان داعی زیدیه بود؛ ولیکن در سنت رسمی زیدیه او را به عنوان امام نمی‌شناسند، که این به خاطر خشونت‌های داعی بود.

## منبع‌شناسی
تاریخ‌های محلی مجموعه کتاب‌هایی هستند که دربارهٔ تاریخ منطقه یا شهر خاصی نوشته شده‌اند. این دسته از کتاب‌ها دارای ارزش بالایی هستند. از کتب مهم این جرگه می‌توان به تاریخ طبرستان، تاریخ رویان، تاریخ طبرستان و رویان و مازندران و تاریخ جرجان اشاره کرد. ابن اسفندیار، نویسندهٔ کتاب تاریخ طبرستان، از دبیران دربار باوندیان بود و به سختی به منابع خود دسترسی پیدا کرده‌بود، کتبی که هم‌اکنون از بین رفته‌اند و بنابرین کتاب وی ارزش ویژه‌ای دارد. در جلد اول تاریخ طبرستان از ابتدا تا اواسط تاریخ زیاریان پرداخته که نثری روان دارد. دو کتاب تاریخ رویان نوشتهٔ اولیاءالله آملی (بعد از سال ۸۰۵ هجری قمری) و تاریخ طبرستان و رویان و مازندران نوشتهٔ ظهیرالدین مرعشی (وفات ۸۹۲ هجری قمری) نیز اغلب مطالب ابن‌اسفندیار را تکرار کرده‌اند.
تاریخ عمومی دسته‌ای از منابع هستند که به شرح وقایع و حوادث سرزمین‌های اسلامی و خلافت عباسی می‌پردازند. در این میان تعدادی از تاریخ‌نگاران معاصر با علویان به موجب حضور ایشان در اوضاع سیاسی زمانه، به آن نیز پرداخته‌اند. مروج‌الذهب، تجارب‌الامم، زین‌الاخبار، الکامل، العبر، تاریخ یمینی و حبیب‌السیر نمونه‌هایی از تاریخ عمومی مذکور هستند. برخی از این کتب متناسب با جهت‌گیری امیری که مورخ برایش می‌نوشته، هستند و عدم بی‌طرفی‌شان مشهود است؛ به‌طور مثال برخی از مورخان خلافت عباسی چهره‌ای زشت از زیاریان را نمایش داده‌اند.
تاریخ‌نگاری زیدی گونه‌ای خاص از تاریخ‌نگاری اسلامی است که در آن به صورت خاص به یکی از ائمه زیدی می‌پردازند و مشابه «سیره نویسی» است. هدف از چنین شیوه‌ای توسط مورخان زیدی، مشروعیت بخشیدن به قیام‌های امامان زیدیه و نشان دادن شایستگی آن‌هاست. علی بن بلال آملی یکی از پیشگامان نگارش تاریخ زیدیه در کتاب المصابیح خود ضمن پرداختن به سرگذشت بسیاری از امامان مذهب زیدیه، بر عدم به رسمیت شناخته شدن داعی کبیر و داعی صغیر به عنوان امام تأکید کرده‌است. نام این دو علوی در سنت رسمی زیدیه یمن، به دلیل برخورد تند آن‌ها با الهادی الی الحق است. چنان‌که تاریخ‌نگاری زیدی از دوره امامت الهادی شیوع یافت.
در سال ۱۹۸۷ میلادی ویلفرد مادلونگ کتابی تحت عنوان اخبار ائمه زیدیه در طبرستان، دیلمان و گیلان را در بیروت چاپ کرد که برای نخستین بار در آن از منابع یمنی مرتبط با زیدی‌های شمال ایران استفاده شده‌بود. این کتاب از نظر فنی، ویراستاری علمی، دقت و صحت بسیار ممتاز بوده‌است. منابع مورد نظر این کتاب از منابع دست اول مرتبط با علویان طبرستان در قرون سوم تا هفتم هجری است که برخی مستقیماً و برخی بر اساس منابع دیگری نوشته شده‌اند. مادلونگ معتقد است که در نتیجهٔ ضعیف شدن زیدی‌های حاشیهٔ دریای مازندران، در دوران صفویه، منابع دست اول آنان در این ناحیه از بین رفته و تنها در یمن گردآوردی شده‌است.

## نام و تبار

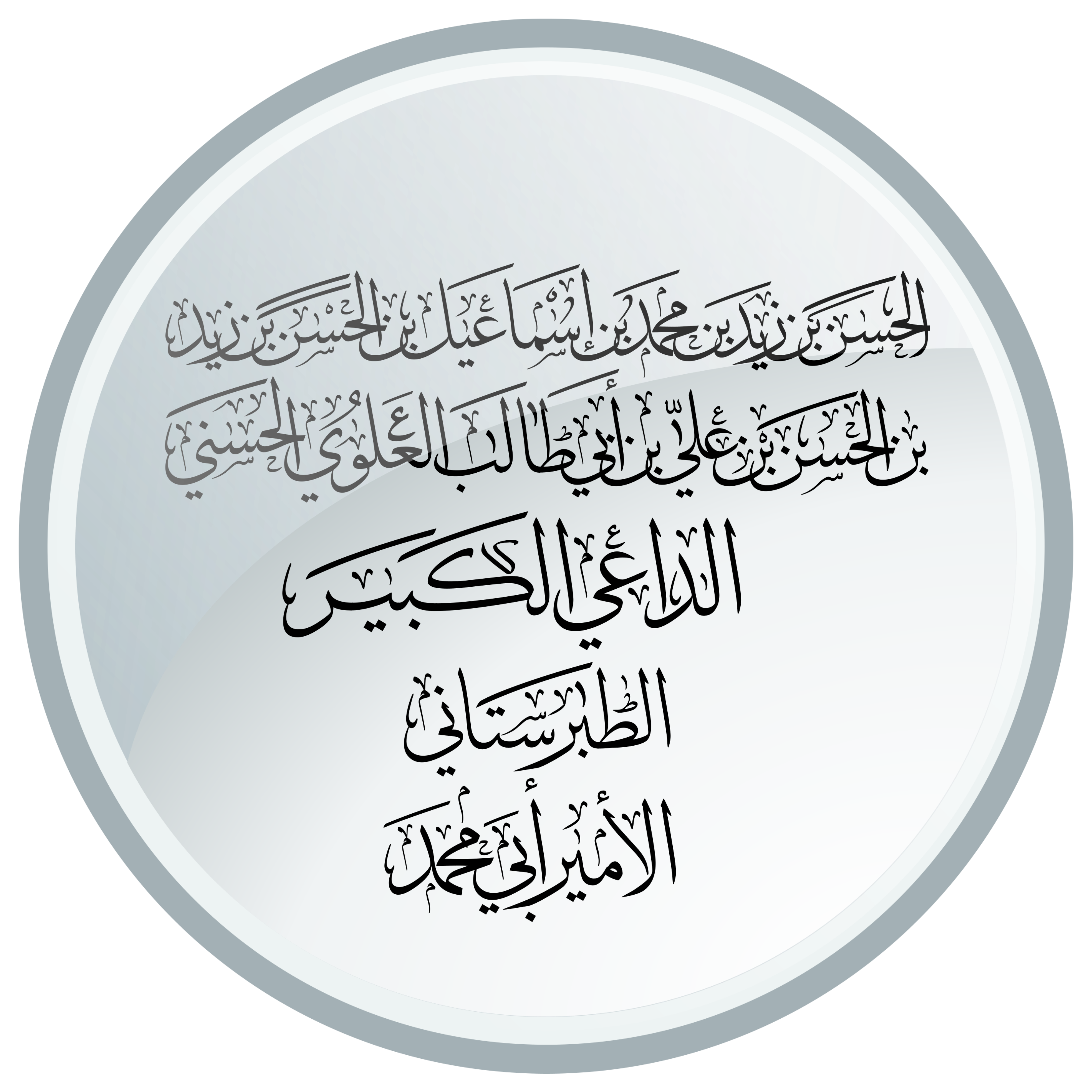
نام و لقب حسن بن زید

حسن بن زید ملقب به «داعی اول»، «داعی الخلق الی الحق»، «داعی کبیر»، «داعی الی الحق» و «حالب الحجاره» یکی از سادات علوی بود، که از جانب پدر حسنی و از جانب مادرش حسینی بوده‌است.
علی بن محمد علوی نسّابه در کتاب المجدی فی انساب الطالبیین، تبار وی را از سوی پدر این‌گونه معروفی کرده‌است: «زید بن محمد بن اسماعیل بن حسن بن زید بن حسن بن علی بن ابی‌طالب» همچنین در این کتاب تبار وی را از جانب مادرش چنین می‌شمارد: «آمنه بنت عبدالله بن عبدالله اعرج بن حسین اصغر بن علی بن حسین بن علی بن ابی‌طالب»

## تولد و دوران کودکی
حسن بن زید در نیمهٔ نخست قرن سوم هجری قمری در مدینه متولد شد. وی در همین شهر رشد یافت و به «بلوغ سیاسی و معرفت دینی» رسید. در سده‌های یکم و دوم هجری، عباسیان بسیاری از علویان را ناچار به ترک مدینه و کوچیدن نمودند. این احتمال نیز وجود دارد که وی در شورش «یحیی بن عمر علوی» شرکت کرده باشد و پس از سرکوب این شورش و تشدید سیاست‌های ضد علوی متوکل عباسی، سیدها از حجاز و عراق به نواحی مرکزی ایران مهاجرت کردند. حسن بن زید نیز یکی از این افراد بود که در شهر ری ساکن شد.

## شرایط سیاسی خلافت
رویکرد عباسیان اغلب به علویان قهرآمیز بود و آزار آنان در عهد خلافت متوکل عباسی به اوج خود رسید. به دستور عبدالله بن یحیی بن خاقان، وزیر متوکل، در این هنگام حرم امام حسین در کربلا را به آب بست و تبدیل به کشتزار کرد و عده‌ای را گماشت تا زائران را به قتل رسانند. به واسطهٔ سیاست‌های اداری، مالی و نظامی متوکل از جمله ولخرجی فراوان، عدم ثبات مقامات اداری و تغییر مکان پایتخت از بغداد به سامرا و نیز چرخش مذهبی وی به سمت حنابله، خلافت تضعیف شده بود و با قتل وی در سال ۲۴۷ ه‍جری (۸۶۱ میلادی) توسط غلامان ترک زمینهٔ زوال قدرت عباسیان فراهم شد. پس از مرگ متوکل رویکرد منتصر به علوی‌ها تغییر کرد و او خود را «شیعه» نامید. اما خلافت پایدار نبود؛ با وقوع جنگ داخلی در بغداد و سامرا طی یک دهه پس از مرگ متوکل که به کشته شدن چهار خلیفه انجامید، امپراتوری عباسی عملاً تکه‌تکه شد و سلسله‌های نسبتاً مستقلی توسط قدرت‌های نظامی محلی تحت عنوان «امیر» در جای جای سرزمین‌های اسلامی ظهور کردند. این سلسله‌های جدید مانند صفاریان، برخلاف امرای قبلی نظیر طاهریان در پی خودمختاری و مرکزگریزی بودند. محمد بن طاهر، آخرین امیر و فرمانروای حکومت نیمه‌مستقل طاهری از ۲۴۸–۲۵۹ ق. (۸۶۲–۸۷۲ م) بر خراسان حکمرانی می‌کرد، اما تدریجاً تسلط بر دیگر مناطق ایران از جمله طبرستان را از دست داد. او در سال ۲۵۹ (قمری) به دست یعقوب لیث صفاری دستگیر و زندانی شد و با از میان رفتن او حکومت طاهریان نیز پایان یافت. از سوی دیگر، یعقوب لیث حکومت صفاریان را بنا نهاد و بخش‌های بزرگی از ایران شامل سیستان، خراسان، کرمان، فارس و خوزستان را تسخیر کرد، اما موفق نشد بر طبرستان سلطه یابد.
شرایط سیاسی و مذهبی در زمان خلافت معتمد عباسی (۲۵۶–۲۷۹ ه‍.ق /۸۷۶–۸۹۲ م) نیز، بسیار پرچالش بود. این دوران به جهت سیاسی، مصادف بود با عصر ضعف خلافت عباسیان؛ بدین صورت آنان از اعمال مؤثر حاکمیت خود جز در بخش محدودی از سرزمین عراق ناتوان بودند. در این دوره، افراد مختلف در جای‌جای قلمرو عباسیان قیام کرده‌بودند و سرزمین مسلمانان دچار تجزیه سیاسی شده‌بود. معتمد عباسی، حسن عسکری، امام یازدهم امامیه، را که رقیبی بالقوه برای خلافت به‌شمار می‌رفت، در سامرا تحت نظارت و مراقبت قرار داده و او را حتی از ملاقات با پیروانش نیز بازداشته بود. از سوی دیگر، معتمد عباسی، خود، تحت سلطه برادرش موفق بالله بود که فرماندهی سپاه را در اختیار داشت و دیوان را تحت تسلط داشت، به‌طوری‌که از ۸۸۲ عملاً خلیفه تحت اسارت خانگی قرار داشت و قدرتی نداشت.

## مقدمات جنبش و مهاجرت داعی به طبرستان

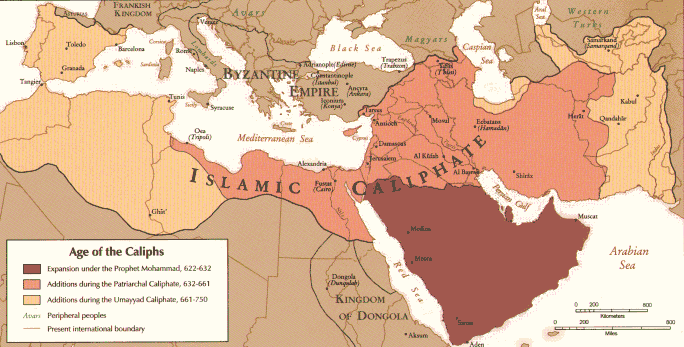
طبرستان واپسین سرزمین ایرانی بود که اسلام فتح کرد.

آموزه‌های دینی زیدیان نخستین بار در حاشیه جنوبی دریای مازندران توسط برخی از شاگردان «امام قاسم بن ابراهیم رسی حسنی» آغاز گشت. وی که در اطراف مدینه ساکن بود، مجموعه‌ای از پاسخ‌هایش به سؤالات زیدیان ساکن طبرستان را تألیف کرده بود. پس از وی نیز «جعفر بن محمد نیروسی طبری» در زادگاهش، نیروس که در کوه‌های شرقی رود چالوس بود، این آموزه‌ها را انتقال داده‌است. بدین ترتیب، مناطق غربی طبرستان، رویان، کلار و چالوس، نخستین مرکز زیدیان در منطقه شد.

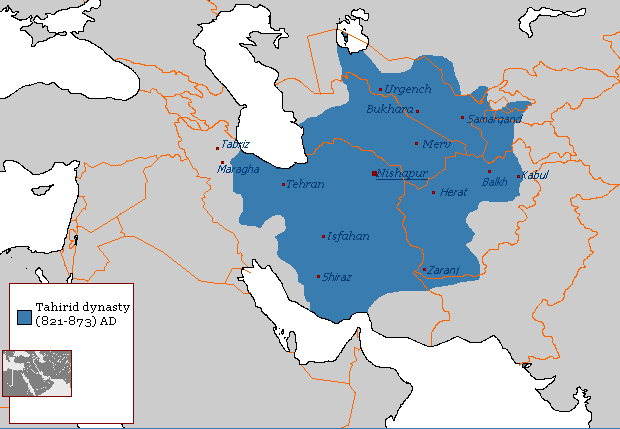
طبرستان و گرگان پیش از استقلال علویان طبرستان جزئی از ولایات امرای طاهریان بودند.

به گفتهٔ «ناصر عظیمی»، مرگ «قاسم بن ابراهیم رسی»، رهبر زیدیان قاسمیه، در سال ۲۴۶ هجری و کشته شدن «یحیی بن عمر علوی»، رهبر بعدی قیام زیدیان کوفه، دو سال بعد در سال ۲۴۸ هجری، که به دست «محمد بن عبدالله طاهری» در کوفه انجام شد، محرک و انگیزه‌ای برای شورشیان زیدی ساکن سواحل خزر بوده؛ چنانچه محمد بن عبدالله طاهری که شورش زیدی را سرکوب کرد، برادر «سلیمان بن عبدالله» والی وقت طاهریان در طبرستان نیز بود و از طرف دیگر خلیفه مستعین به پاس سرکوب قیام زیدیان املاک زیادی در طبرستان به او بخشیده بود.
طبرستان در دوران طاهریان، تحت نظر آنان اداره می‌شد. شخصی به نام «محمد بن اوس بلخی» از نمایندگان طاهری در طبرستان، با اشغال کردن زمینی بایر و بدون مالک، که مردم از آن بهره می‌بردند، موجب نارضایتی مردم از کارگزاران طاهری شد او همچنین غافلگیرانه وارد دیلم شده و از آن‌ها اسیر گرفته و کشتار به راه انداخت. در سال ۲۵۰ هجری «محمد بن رستم کلاری» و «محمد»، شهریاران رویانی از خاندان معدان، (و به نقلی محمد و جعفر پسران رستم) به یاری مردم کلار، چالوس و دیلم، شورشی در طبرستان برپا نمودند و از عبدالله پادوسبانی نیز تقاضای کمک کردند. مردم منطقه «دارفو»، در دیلم، نیز به روستاهای دیلمی می‌رفتند و مردم آن ولایت را علیه عوامل طاهری فرا می‌خواندند. سازماندهی این قیام در غرب رود چالوس به آسانی فراهم بود چون والیان خلیفه با توجه به اقتدار دیلمی‌ها هنوز به این ناحیه نفوذ نکرده نبودند و حاکمان دیلمی نیز با خلفای عباسی و طاهری دشمنی و مخالفت داشتند. بنابرین دیلمی‌های این ناحیه با آزادی به سازماندهی این جنبش دست زده و مطمئن بودند که در غرب طبرستان نیز مردم با آنان همدل و متحدند.
مردم طبرستان و دیلم پس از آماده کردن شرایط جنبش، از «محمد بن ابراهیم»، که یکی از علویان معروف ناحیه بود، خواستند که رهبری قیام را بپذیرد؛ ولی او که خودش را درخور این کار نمی‌دید، «حسن بن زید» را به آنان معرفی نمود. بزرگان کجور، طوماری نوشتند و پس از امضاء به قاصدی سپردند تا در ری به دست حسن بن زید برساند.
حسن بن زید پس از تحقیق و اطمینان از پدیدار شدن زمینه‌های قیام در منطقهٔ طبرستان، این دعوت را پذیرفت و به همراه خویشان و بستگان از ری به طبرستان کوچید. سرانجام در رمضان ۲۵۰ هجری وارد منطقه رویان شد و دودمان علویان طبرستان را بنیان نهاد.

## آغاز حکومت
در ۲۵ رمضان ۲۵۰ هجری قمری، حاکم نور اسپهبد وندااُمید، عبدالله بن سعید، محمد بن عبدالکریم و بزرگان کجور در کلار با حسن بیعت کردند. حسن پس از بیعت اهالی کجور و کلار، سه نفر از یارانش با اسامی محمد بن عباس، علی بن نصر و عقیل بن مسرور را به چالوس فرستاد تا در آن شهر برایش بیعت بگیرند. «حسین بن محمد مهدی حنفی»، از بزرگان چالوس، مردم چالوس را در مسجد جامع این شهرگرد هم آورد تا بتوانند با نمایندگان حسن بن زید بیعت کنند. با این اقدام عملاً چالوس از سیطرهٔ طاهریان بیرون جَست. عامل طاهریان، محمد بن اوس، از شهر گریخت و اسپهبد جعفر به او و همراهانش پناه داد. همچنین امیران دیلم و بالاخص «جستانیان» نیز در میان کسانی بودند که با وی بیعت نمودند.

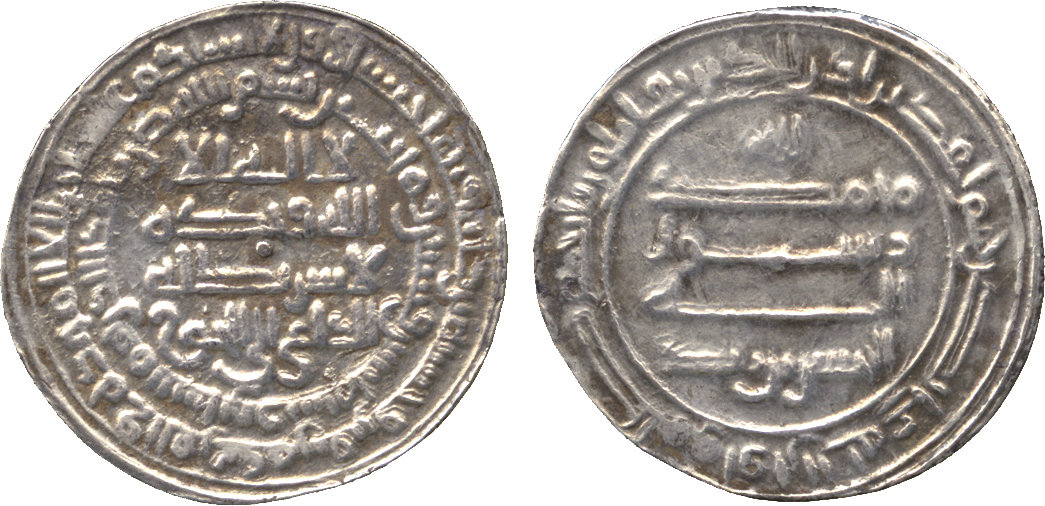
درهم نقره‌ای ضرب‌شده با نام حسن

حسن بن زید روز ۲۶ رمضان به «روستای کورشید» رفت و فردایش به به سمت کجور حرکت کرد و تا روز عید فطر در آنجا ماند. وی برای نخستین بار در مصلای کلار نماز عید فطر را اقامه نمود و اهدافش را بیان کرد. از آن پس نمایندگانی به مناطق گوناگون گسیل نمود و مردم را به قیام علیه طاهریان فراخواند. خود نیز پس از اطمینان از وفاداری مردم کجور و کلار، برای کسب بیعت به ناتل و پایدشت رفت. سفرها و جابه‌جایی‌های پیاپی داعی از آغاز کار نشان می‌دهد که بستر برای او آماده بود و خبری از هیچ ممانعتی در برابر او نیست.

## جنگ با طاهریان
طبرستان در دوران طاهریان، تحت نظر آنان اداره می‌شد و پایتخت آن در شهر ساری بود. در دورهٔ ظهور داعی کبیر نیز عامل طاهریان در منطقه سلیمان بن عبدالله نام داشت.

### نبرد پایدشت
به عنوان نخستین درگیری، در پایداشت و بنا به قولی در ناتل نیروهای داعی به فرماندهی محمد علوی و محمد پسر رستم با نیروهای محمد بن اوس به جلوداری «محمد بن اخشید» درگیر شدند که محمد علوی توانست سر محمد بن اخشید را از بدنش جدا کند و برای حسن بن زید بفرستد. این نبرد نخستین پیروزی نظامی علویان و حامیانشان علیه حکام طاهری بود.

### نبرد لیکانی
مرگ محمد بن اخشید در نبرد موجب تضعیف روحیهٔ سپاهیان طاهری شد چنانچه عقب‌نشینی کردند. محمد بن اوس نیز نزد سلیمان بن عبدالله طاهری، عامل طاهریان در طبرستان، رفت. سپس علویان به سوی آمل حرکت کردند ولی در میانهٔ راه به سپاه سلیمان برخوردند که محمد بن اوس این بار فرماندهی آن را در دست داشت. در جنگی که در منطقه «لیکانی» رخ داد، علویان شکست خوردند، محمد علوی کشته شد و «حسن بن حسین»، از فرماندهان علوی، به همراه بسیاری از سربازانش اسیر شد. بقیهٔ سپاهیان علوی نیز به پایدشت بازگشتند. اسیران را نزد سلیمان در آمل بردند و پس از مدتی آزاد کردند.

### نبرد چمنو
داعی پس از این شکست، «محمد بن حمزه» را به دیلم فرستاده و از مردم آنجا کمک طلب کرد. ششصد مرد جنگنده به فرماندهی «امیدوار بن لشکرستان»، «ویهان بن سهیل»، «پالیزبان» و «فضل رفیقی» توسط گیلانیان و دیلمیان به پایدشت اعزام شدند و از طرفی بعضی از اسپهبدان طبرستان مانند «پادوسبان»، «مصمغان»، «ویجن»، «خورشید بن حنف»، «خیان»، «پادوسبان بن گردزادلپور» به داعی نامه‌ای نوشته و از عدم یاری وی در برابر طاهریان عذرخواهی نمودند و هنگامی که داعی قصد هجوم به آمل را یافت، ۲۰۰ نفر پیاده و ۲۰ نفر سواره‌نظام را برای کمک به او فرستادند.
داعی این بار فرماندهی سپاه را به عهدهٔ محمد بن حمزه و حسین بن احمد گذاشت. محمد بن اوس، حاکم وقت آمل، نیز لشکری به فرماندهی ابراهیم بن خلیل برای مقابله با علویان فرستاد. در نبرد سنگینی که بین دو سپاه درگرفت، علویان پیروز شدند و سپاه طاهریان به سوی آمل عقب‌نشینی نمود. علویان تعقیبشان نموده و آمل را تصرف کردند. محمد بن اوس نیز از شهر گریخت. داعی پس از پیروزی در تاریخ ۲۳ شوال سال ۲۵۰ هجری، وارد آمل شد و در مصلای شهر از مردم بیعت گرفت. شهر آمل را نیز مقر حکومتش قرار داد. سپس چند تن از حامیان طاهریان را اعدام نمود ولیکن فرماندهٔ شکست خوردهٔ آنان، ابراهیم بن خلیل، را امان داد.
داعی کبیر پس از رسیدن به حکومت طبرستان، پایتخت خود را از ساری — که جایگاه طاهریان بود — به آمل منتقل کرد تا به حامیان و هوادارانش نزدیک‌تر باشد.

### ظهور مصمغان؛ فتح مامطیر و ساری
مصمغان از جمله حامیان داعی بود که با ورود به شهر مامطیر، در روز ۲۶ شوال سال ۲۵۰ هجری قمری برای او بیعت گرفت و موجب شد که این شهر به‌دست علویان افتد. خود داعی نیز نمایندگانی را برای اخذ بیعت به شهرهای فیروزکوه، دماوند و ری اعزام کرد. همچنین در ۴ ذی‌القعده همان سال گروهی را با «امیر الحاج» قرار دادن محمد بن حمزه، به حج فرستاد.
در زمان طاهریان، پایتخت سلیمان بن عبدالله شهر ساری بود. داعی پس از آن‌که مامطیر را تصرف کرد، به مصمغان دستور داد تا به ساری رود. مصمغان نیز روستای «پوطم نوروز آباد» شهرستان ساری را لشگرگاه خویش قرار داد. در این ایام، سلیمان بن عبدالله نیز لشکرش را به «اَسد جندان» سپرد. خود داعی نیز در «روستای توجی» سپاهیانش را آماده نبرد می‌کرد. پس از شروع نبرد، داعی به نصیحت پیرمردی به نام «شهریار بن اندیان»، از جنگ با سپاهیان جندان پرهیز نمود و به ظاهر گریخت و سپس از بی‌راهه، وارد شهر ساری شد و در شهر جنگی بین طرفین رخ داد که علویان در آن پیروز شده و شهر را فتح کردند. سلیمان نیز از ساری گریخت و به «روستای دودان» نزد سپاهیانش رفته؛ سپس به سوی ساری هجوم آوردند که در نبردی شهری، سپاهیان طاهری مجدداً شکست را متحمل شدند.
پس از شکست سپاه طاهری سلیمان به استرآباد گریخت و سپاهیان علوی عمارت وی را به آتش کشیدند. از سوی دیگر حسین بن زید، برادر داعی کبیر، دماوند را فتح کرد و بزرگان شهرهای لاریجان و قصران هم نزد داعی رفته و اظهار تبعیت و فرمانبرداری کردند.

### نبرد تمشکی دشت
پس از ۴۰ روز حکومت علویان در شهر ساری، داعی کبیر تصمیم گرفت که به آمل بازگردد؛ ولی به توصیهٔ اسپهبدِ پادوسبانی، به «چمنو» رفت. با پیوستن لشکریان خراسان به سپاه سلیمان بن عبدالله، وی بار دیگر به سوی مازندران شتافت. دیلمیانی که در سپاه داعی بودند، درصدد انتقال غنائم جنگی به منازلشان، بازگشته بودند و داعی با سپاهی کوچک به مقابلهٔ با طاهریان برخاست. دو سپاه در محلی به نام «تمشکی دشت» به مصاف یکدیگر رفتند که موجب شکست و عقب‌نشینی علویان شد. سربازان علوی در بیشه‌ها پراکنده شدند و توانستند «احمد بن محمد بن اوس» را بکشند. داعی کبیر نیز در زمان عقب‌نشینی، آنقدر روی پُل چمنو ایستاد تا تمامی زخمیان و کشتگان را از آن پل عبور دادند. سپس بازماندگان به سمت چالوس گریختند.
پس از تمشکی دشت، نبردی هم در «تالابنمان» درگرفت و عدهٔ بسیاری کشته شدند. داعی شبانه به همراه اسپهبد فنا، پسر ونداامید و خورشید پسر جسنف، از راه بالامین به آمل رفت. (از راه سوادکوه و لپور کنونی) صبح نیز توقفی نکرد و از آمل به چالوس گریخت و سلیمان به تعقیبش پرداخت. دربارهٔ سراسیمگی سپاهیان داعی نقل است که لشکرستان، فرماندهٔ او، فرصت پوشیدن جامه نیافت و عریان بود و وقتی به چالوس رسیدند، داعی ده هزار درهم ستاند تا برای سربازان لباس تهیه کند.

### نبرد لاویج
پس از فتح آمل توسط سپاهیان طاهری، این شهر به اسپهبد قارن بن شهریار داده شد. داعی کبیر نیز پس از آن‌که عده‌ای از مردم گیلان و دیلم به او پیوستند، به سوی «لاویجه رود» رفته و آنجا را لشگرگاه خویش قرار داد. سپاهیان طاهری و باوندی نیز از آمل خارج شده و در پایدشت مستقر شدند. داعی نیز به توصیهٔ سپاهیان دیلمی، به لشکرِ اسپهبد باوندی شبیخون زد و آن را در نبرد شبانه، شکست داد. در این شبیخون عدهٔ زیادی از سرداران سپاه طاهری کشته شدند. پس از پایان جنگ، علویان وارد آمل شدند و آن را بار دیگر فتح کردند. اسپهبد پادوسبانیان نیز به فرمان داعی کبیر، برای تعقیب اسپهبد باوندی فرستاده شد و بدین ترتیب او توانست کوهستان کارن را فتح کند و اسپهبد قارن باوندی به گرگان نزد سلیمان بن عبدالله پناه برد. خود داعی نیز پس از ۱۵ روز از آمل به سوی چمنو رفت و برای دومین بار ساری را فتح کرد. پس از شکست‌های پیاپی سلیمان بن عبدالله از شاه طاهریان، محمد بن عبدالله، درخواست کمک کرد و سپاهی به سرداری «عناتور بن بختانشاه» و «جسنف بن ماس» به استراباد گسیل شد. از سویی عده‌ای از سپاهیان داعی در قارن کوه بودند و عدهٔ دیگری از دیلمیان پس از به‌دست آوردن غنائم، به وطنشان مراجعت نموده بودند. بنابرین داعی کبیر ابتدا از ساری به آمل و سپس به چالوس عقب نشست. در این هنگام خبر پیوستن وهسودان، حاکم دیلم، به طاهریان نیز شایع شده بود.

### پیروزی نهایی بر طاهریان

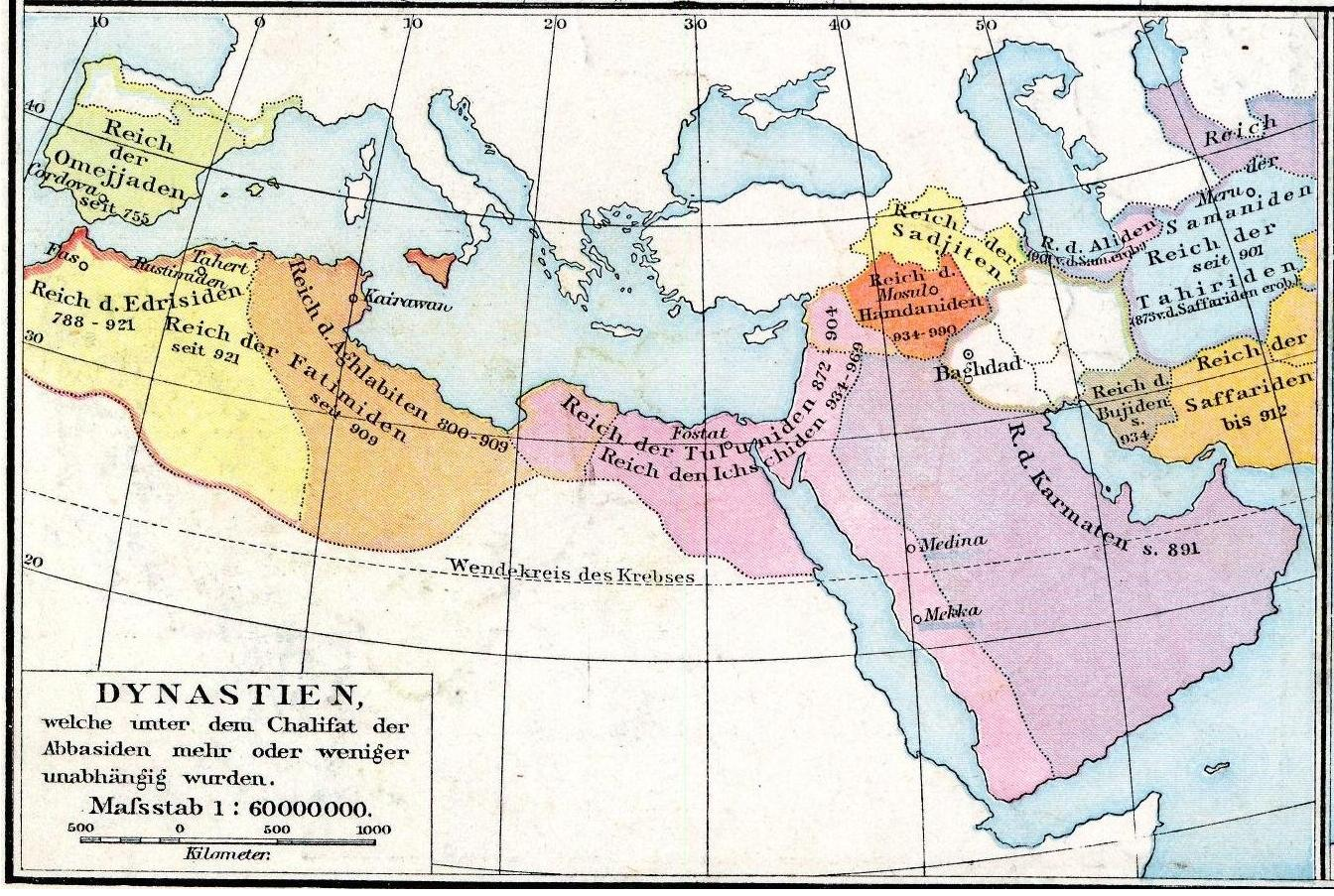
قلمرو حکومت‌های اسلامی – شامل علویان، عباسیان، طاهریان و… – در قرن سوم هجری

وهسودان، حاکم دیلمیان، پس از اندکی چهار هزار تن از جنگجویان دیلمی را نزد داعی کبیر فرستاد و سرانجام دو سپاه در چمنو اردو زدند. در ابتدای نبرد، سپاهیان علوی شکستی را متحمل شدند که موجب عقب‌نشینی آنان به آمل گشت؛ لیکن اندکی بعد دوباره هجوم آورده و در ۸ ذی الحجه ۲۵۲ هجری، طاهریان را شکست دادند و سپاهیان دیلمی در شهر ساری به قتل و غارت روی آوردند سپس عده‌ای از سرداران طاهری را به قتل آوردند. سلیمان بن عبدالله، خود نیز از ساری گریخت؛ ولیکن اقوام و اموالش به دست علویان افتادند.
داعی پس از این پیروزی چند ماه در ساری ماند و سپس به شهر آمل بازگشت و «سید حسن بن محمد بن جعفر عقیقی» را که از اقوامش بود، در ساری به حکومت نشاند. سلیمان بن عبدالله نیز از استراباد به محمد بن زید، برادر داعی کبیر، نامه‌ای نوشت و در آن از محمد درخواست و التماس نمود که نزد برادرش وساطت و شفاعت نموده، خانواده و بستگانش را از بند رها نماید. داعی کبیر نیز با درخواست برادرش موافقت نمود و آن افراد را به استراباد فرستاد.

### اختلاف در میان هواداران؛ شورش‌های مخالفان
اسپهبد قارن پور شهریار نیز پس از شکست طاهریان در نبرد چمنو، به وساطت مصمغان، تسلیم شد و دو فرزندش، مازیار و سرخاب را در سال ۲۵۲ قمری نزد داعی فرستاد. بدین ترتیب علاوه به دشت‌های طبرستان، مناطق کوهستانی به دست علویان افتاد.
پس از مدتی «محمد بن نوح»، سردار طاهری، علیه داعی شورید و اسپهبد قارن به وی پیوست؛ لیکن شکست خورد و سپاهیانش پراکنده شدند. از سوی دیگر مصمغان با یکی از سرداران علوی، به نام فضل رفیقی، اختلاف یافت و از حکومت داعی جدا گشت. در آمل نیز فرمانده‌ای دیلمی به نام «جایی بن لشکرستان» به مردم ستم پیشه کرد که با شورش روبرو شده و به قتل رسید. «حسن بن محمد عقیقی» نیز در این هنگام مصمغان را از عزلت درآورد و به سپاهیان علوی ملحق نمود. فردی به نام «رستم بن زبرقان» نیز در «مهران رستاق» شورید و با محمد بن روح طاهری متحد شد. داعی ابتدا «هرمزد کامه» و «عباس عقیلی» را برای سرکوبش فرستاد که شکست خوردند، سپس حسن بن محمد عقیقی را مأمور سرکوبش نمود. در نبردی که پیش‌آمد، حسن عقیقی توانست چهارصد اسیر بگیرد و به ساری بازگردد.
اسپهبد قارن بار دیگر از «ابراهیم بن معاذ»، حاکم قومس، یاری خواست اما حسن عقیقی بار دیگر به کوهستان ساری رفته و قیام را سرکوب نمود. سپس داعی به آمل رفت و حسن عقیقی را به جای خود در ساری گذاشت. اسپهبد قارن نیز این‌بار با اتحاد محمد بن روح و مصمغان، به شهر یورش بردند. حسن عقیقی ابتدا از شهر خارج شد و به «ترجی» رفت لیکن توانست با نیروهای کمکی داعی کبیر، مخالفان را شکست دهد.

### فتح استرآباد
سلیمان بن عبدالله، پس از شکست در برابر داعی، از استرآباد (گرگان کنونی) به خراسان رفت و در جای خود نمایندگانی را قرار داد. داعی کبیر نیز پس از سرکوب مخالفان داخلی، در تاریخ ۳ ذی‌الحجه ۲۵۳ هجری قمری، «محمد بن ابراهیم» و «لشکرستان دیلمی» را در رأس سپاهی به سوی استرآباد اعزام نمود که توانستند آن شهر را نیز فتح کنند.

## نبرد با لشکریان روس

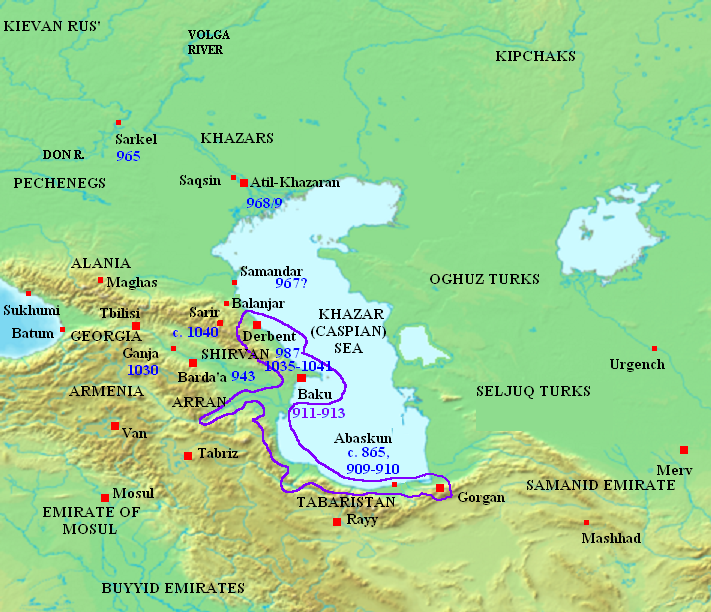
نقشهٔ مناطقی که مورد حملهٔ روس‌های افرنجی قرار گرفت. مناطق تحت‌تأثیر حملات با بنفش و نام کشورها و دودمان‌ها با رنگ مشکی متمایز هستند.

پس از آنکه روس‌ها متوجه اعلام استقلال طبرستان شدند، در زمان ایگور، شاهزادهٔ کی‌یفی حاکم بر روس‌های واریاگ، با لشکری مجهز به این منطقه حمله‌ور گشتند. این افراد که از راه دریا آمده‌بودند، توانستند جزیرهٔ آبسکون را تصرف کنند. داعی پس از اطلاع از ورود مهاجمان روس به آبسکون، سپاهی را برای مقابله با آنان به درون جزیره فرستاد و توانست آنان را بگریزاند.
تعدادی سکه از زمان حسن بن زید در اطراف آبسکون پیدا شده که حاوی آیه‌ای هستند با شرح «اذن الذين يقاتلون بانهم ظلموا و ان الله علي نصرهم لقدير»؛ مفهوم این آیه چنان است که «به کسانی که جنگ بر آنان تحمیل گردیده، اجازه جهاد داده شده‌است؛ و خدا بر یاری آن‌ها تواناست.» برخی مورخان احتمال داده‌اند، وجود چنین آیه‌ای روی سکه‌ها به جهت تشویق مردم به دفع روس‌ها از آبسکون بوده باشد.

## مقابله با عباسیان

### خلافت مستعین؛ رو به البرز جنوبی
گسترش قلمرو داعی و محبوبیتش نزد مردم شهرهای سامرا و کوفه، موجب واکنش خلفای عباسی گشت. المستعین بالله، که معاصر داعی و دوازدهمین خلیفه عباسی بود، لشکری را به شهر همدان اعزام نمود؛ ولیکن در محرم سال ۲۵۲ هجری، سرداران عباسی وی را از خلافت عزل نموده و «معتز بالله» را به جایش نشاندند.
علویان نیز پس از سیطرهٔ کامل بر مناطق کوهستانی و جلگه‌ای طبرستان، به سوی مناطق جنوبی البرز روی آوردند. جستان بن وهسودان، حاکم دیلم و گیلان، در این نبرد نیز داعی را همراهی نمود. ابتدا شهر بزرگ ری و سپس قزوین، ابهر و زنگان به تصرف علویان درآمدند. داعی ری را به «محمد بن جعفر» و قزوین را به «جستان بن وهسودان» سپرد. یک‌بار در ری شورشی رخ داد که محمد بن جعفر از شهر بیرون شد، ولی اندکی بعد به شهر بازگشت. این مورد سوء استفاده طاهریان قرار گرفت و محمن بن جعفر از میکال سردار طاهری شکست خورد و به نیشابور تبعید شد، ولی داعی موفق شد از نو ری را به اشغال خود درآورد. قزوین با اکثریت سنی مذهب با گرایش شافعی خود، از اهداف آشکار علویان بود. حاکم آن در سال ۲۵۰، حسن بن اسماعیل بن محمد کرکی موفق شده بود با شکست دادن حاکم طاهری ری وارد آن شود. در ربیع الاول ۲۵۱، نیروهای علوی به رهبری حسین الکوکبی که گفته شده فرمانده محافظان شخصی داعی بوده، در قزوین و زنجان شورش کردند. در سال ۲۵۲، احمد بن عیسی و حسین ابن احمد الکوکبی که دو تن از سرداران داعی بودند با حمایت جستانیان دیلم، به ری یورش بردند، بسیاری از مردم را کشتند و بسیاری دیگر را به اسارت گرفتند. عبدلله بن عزیز، حاکم ری، سپاه جدیدی گرد آورد، بازگشت، و احمد بن عیسی را شکست داد و او را به نیشابور تبعید کرد.

### خلافت معتز
از شروع حکومت معتز مدت چندانی نگذشت که وی خبر فتوحات داعی در مناطق جنوبی البرز را شنید. او در سال ۲۵۳ هجری قمری برای سرکوب حسن بن زید، ارتشی را به فرماندهی «موسی بن بغا» و سرداری «مُفْلِح» از عراق به طبرستان گسیل داشت. موسی بن بغا ابتدا در همدان مستقر شد و سپس مفلح را برای فتح ری فرستاد. مفلح ابتدا به قزوین و سپس ابهر، زنجان را فتح کرد. حاکمان شهرهای قزوین و زنجان با اسامی «حسین ابن احمد» و «عبیدالله بن علی» پس از هجوم مفلح به طبرستان گریختند، داعی پس از فرار آن‌ها، هر دو را در برکه‌ای غرق کرد و پس از مرگ، جسدشان را در سردابی رها کرد. وی بعدها که دربرابر یعقوب شکست خورد و گریخت، جسد این دو تن را از سرداب بیرون کشیده و دفنشان کرد. سرانجام نیز در ۲۵۵ هجری توانست ری را بازپس بگیرد او بعد از پیروزی، از راه قومس به استرآباد رفت.

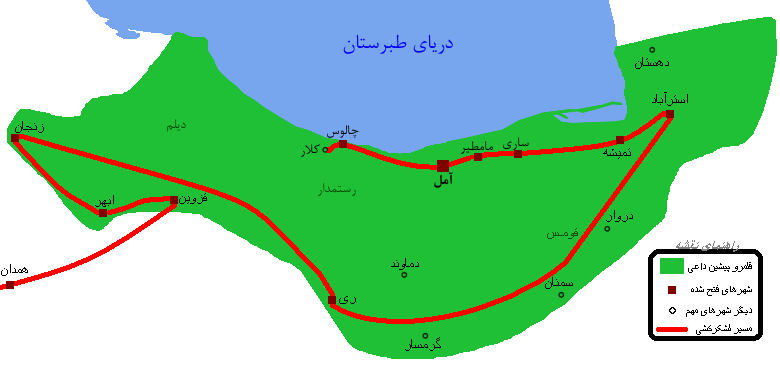
مسیر لشکرکشی مفلح به طبرستان

«احمد بن محمد سکنی» که از عوامل طاهریان بود، در استرآباد، با مفلح متحد شد. سپاهیان خلیفه ابتدا گرگان و سپس تمیشه، ساری و مامطیر را یکی پس از دیگری فتح کردند. در طول این مدت چند نبرد نیز رخ داد که هربار علویان در آن شکست خوردند. در این زمان ده هزار نفر پیرامون داعی گرد آمده‌بودند و پادوسبان سوم نیز در کنار او بود. لیکن داعی یارای مقاومت دربرابر مفلح را نداشت. مفلح آمل را فتح کرد و خانه‌های علویان را به آتش کشید و به تعقیب داعی پرداخت و حتی چالوس را تصرف کرد. داعی پس از شکست‌های متوالی به کلار پناهنده شد و دیلمیان نیز حاضر به همکاری با وی نشدند.

### خلافت مهتدی؛ شورش علویان در بصره
پس از مرگ معتز عباسی، خلیفه عباسی، مهتدی بر تخت نشست. خلیفهٔ جدید فرمان داد که همهٔ نیروهای نظامی عباسیان به عراق بازگردند تا بتواند با «صاحب الزنج» در بصره مقابله کند. در ماه جمادی‌الآخر سال ۲۵۵ قمری، پیغامی از گرگان به دست مفلح رسید که او را به سامرا فراخواند. موسی بن بغا نیز همراه سپاهیان عباسی به عراق بازگشت و در جای خود احمد بن محمد سکنی را قرار داد. داعی کبیر هم با بهره‌گیری از این فرصت در ۲۵۵ قمری آمل، سال بعد آن ری، در ۲۵۷ قمری گرگان و در ۲۵۹ قمری قومس را گشود و احمد بن سکنی نیز به وی متمایل شده و به یاران وی پیوست و حکومت داهستان و به نقلی دیگر استرآباد را به‌دست گرفت.

## مقابله با صفاریان

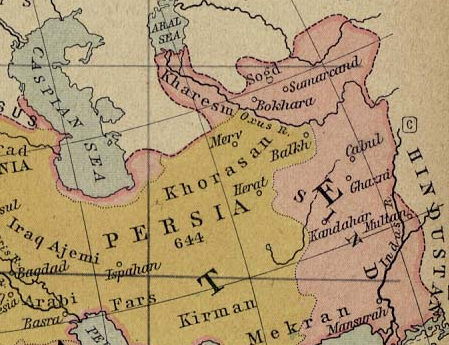
مقایسه‌ای از قلمرو یعقوب و داعی

یعقوب لیث صفار، حاکم صفاریان، پس از برانداختن دودمان طاهریان از نیشابور راهی طبرستان شد. بهانهٔ وی برای این لشکرکشی تعقیب عبدالله سگزی (یا عبدالله بن محمد سِجزی) بوده‌است، زیرا وی یعقوب را ترور کرده‌بود. یعقوب پیش از ورود به خاک طبرستان، مخفیانه با احمد بن سکنی ارتباط برقرار کرده و او را با خود متحد نمود و در برابر به او قول باقی ماندن بر سر حکومتش را داد، سپس نامه‌ای به حسن بن زید نوشت و عبدالله بن صالح و دو برادر او را از داعی خواست. حسن بن زید آن‌ها را تحویل نداد و یعقوب از دهستان و گرگان، به سوی ساری رفت و آنجا حسن بن محمد عقیقی، به مقابله با او برخاست. سرانجام صفاریان توانستند ساری را در سال ۲۶۰ هجری قمری، فتح کنند. سید عقیقی به آمل عقب‌نشینی نمود و نیروهای علوی در آن شهر متمرکز گشتند ولیکن یعقوب با شکست دادن علوی‌ها، داعی را وادار به گریختن سوی گیلان و دیلم کرد.
یعقوب چهار ماه به تعقیب و گریز در طبرستان ادامه داد ولی مردم از تحویل دادن حسن بن زید، که حال متواری شده‌بود، به یعقوب خودداری می‌کردند. در این مدت، باران شدیدی باریدن گرفت که چهل روز پیاپی بارید؛ درحالی که سپاه صفاری از مناطق خشک و بیابانی سیستان آمده‌بودند و به این بارش‌ها عادت نداشت، عده‌ای از افراد او نیز از زمین‌لرزه و صاعقه تلفات دادند، چهل هزار نفر از سربازان، تمامی شترها و هزاران اسب نیز مُردند و اسباب و وسایل را سواران دیلمی به غارت می‌بردند، همچنین هرگاه شهری را فتح می‌کرد، نایبی بر آن شهر انتخاب می‌کرد که عوام بر آن‌ها می‌شوریدند. چنانچه «لیث بن فنه» را بر رویان و «پادوسبان سوم» را بر طبرستان نشاند ولی حکمش تحقق نیافت.
یعقوب لیث، در این نبردها فقط توانست مقداری غنیمت کسب کند و محمد بن زید، برادر داعی، را دستگیر کرده و به سیستان بفرستد. سرانجام برای جبران کردن تلفات سنگینش در طبرستان، خراج دو ساله را به زور از مردم گرفت و پس از شنیدن اخبار نامطلوب از خراسان، مجبور به ترک طبرستان شد؛ سپس به حاکم ری نامه‌ای نوشت و از او خواست که سگزی را به وی واگذارد. حاکم ری نیز بدان جهت که گرفتار سرنوشت علویان نشود، پناهندگانش را تحویل داد. یعقوب این افراد را در شادیاخ با میخ‌های آهنین، به دیوار کوباند و به نقلی گردن زد. استیلای یعقوب بر طبرستان و گرگان موجب آزرده شدن خلیفه عباسی شد، علی‌الخصوص که در این مناطق وی به رعایا و عامه ستم رساند. سرانجام داعی در سال ۲۶۱ قمری، دوباره حکومت طبرستان را به دست گرفت. وی دستور داد، به انتقام کمک‌های مردم چالوس به سپاهیان یعقوب لیث، شهرشان را به آتش کشیدند. او ساری را تسخیر کرد و تا گرگان پیشروی کرد و در صفر ۲۶۳ به برادرش محمد بن زید ملحق شد. یعقوب که به عراق لشکرکشی کرده بود از عباسیان شکست خورد و خلیفه حاکمانی برای خراسان تعیین کرد، و نیشابور محل مناقشه گروه‌های مختلف نظامی قرار داشت. سکه‌هایی ضرب شده در نیشابور در سال ۲۶۲ که نام داعی را بر خود دارند امروزه در دست است که احتمال می‌دهد علویان توانسته باشند نیشابور را فتح کنند.

## سرکوب شورش‌ها

### نبرد با ترک‌نژادها و شورش لیث بن فنه
پس از سیطرهٔ دوبارهٔ داعی بر طبرستان، عده‌ای از صحراگردان ترک نژاد، با بیش از هزار تن نیرو، از سوی داهستان به استراباد و گرگان رفته و به کشتار و غارت مردم روی آوردند. از آمل نیز خبر شورش «لیث بن فنه» شایعه گشت. داعی ابتدا ترک‌های نامسلمان را شکست داد و سپس محمد بن ابراهیم را به جای خود در گرگان نهاده، به سوی آمل رفت. لیث گریخت و به ری پناه برد. حاکم ری نیز در نبردی از سپاهیان علوی شکست خورد و داعی دستور داد تا لیث را سر بریدند.

### شورش دیلمیان در گرگان
با خروج داعی از گرگان، عده‌ای از دیلمیان که در آن شهر مانده بودند، دست به غارت و تجاوزگری زدند و از عوامل داعی سرپیچی نمودند. حسن بن زید نیز برادرش، محمد، را در رأس سپاهی راهی گرگان کرد. شورشیان به سوی خراسان گریختند و عامل طاهری در شهر اسفراین، شاری، را تحریک کردند تا گرگان را تصرف نماید. وی عاملان داعی را به آمل عقب نشاند؛ ولیکن وقتی بزرگان گرگان نزد شاری رفته و خیانت دیلمیان را شرح دادند، وی سیاستش را نسبت به شورشیان تغییر داد. شاری با توصیهٔ گرگانی‌ها، به محل گردهمایی دیلمیان هجوم برد و در یک روز سه هزار تن از آنان را به قتل آورد، سپس خود به خراسان رفت و داعی بار دیگر به گرگان بازگشت. وی فرمان داد تا بیش از هزار نفر از دیلمیان خطاکار را دستگیر کرده و دست و پایشان را قطع کردند. رستم بن قارن باوندی، که در این زمان سرزمین‌های پدریش به دست داعی افتاده بود، نیز در تحریک دیلمی‌ها نقش داشت.

### شورش رستم باوندی و خروج سید عقیقی
عده‌ای از دیلمیان از ترس مجازات‌هایی که داعی بر آنان روا داشت، گریختند و به رستم بن قارن در کوهستان‌های طبرستان پناه بردند. اسپهبد باوندی که ناخواسته با نیرویی هزار نفری مواجه شد، پیاپی عده‌ای از آنان را به قلمرو داعی فرستاده و غارتگری می‌کرد.
رستم به دروغ، به قاسم بن علی، حاکم علوی قومس، خبر رساند که لشکر «محمد بن مهدی» از نیشابور در حال حمله به قومس هستند. پس از آن‌که این خبر به گوش داعی رسید، وی از رستم خواست که به کمک قاسم بن علی رود. وی نیز با لشکریانش، به قومس هجوم برد و قاسم بن علی را دستگیر کرده و در «قلعهٔ شاه دزد» در هزارجریب حبس کرد، قاسم بن علی نیز در آن زندان وفات یافت.
رستم پس از آن نیز نامه‌ای به «احمد بن عبدالله خجستانی» فرستاد و او را تحریک کرد تا با یکدیگر گرگان را تصرف کنند. سپس خودش استرآباد را و احمد خجستانی گرگان را فتح کردند.
پس از تصرف این دو شهر، شایعه شد که داعی کشته شده. سید حسن بن محمد عقیقی، حاکم ساری و پسرخالهٔ داعی، با این بهانه که حکومت علویان نبایستی بدون رهبر بماند، از مردم بیعت گرفت و خود را حاکم علویان خواند.
داعی پس از شنیدن اوصاف سید عقیقی، لشکری به سرکردگی «طاهر بن ابراهیم» را به سوی ساری فرستاد. سید عقیقی پس از شنیدن خبر زنده بودن داعی و لشکرکشی طاهر بن ابراهیم، از ساری گریخت و به اسپهبد رستم باوندی ملحق شد. داعی نیز از وی درخواست بازگشت نمود که فایده‌ای نداشت.
پس از مدتی داعی نیروهایش را گردآورد و مناطق از دست رفته را بازپس ستاند. هنگامی که سپاهیان عبدالله رستم شکست خوردند، خجستانی به نیشابور و رستم بن قارن به کوهستان بازگشتند و سید عقیقی به همراهی چند تن از یارانش، در بیابان‌ها تنها ماند. سرانجام محمد بن زید وی را دستگیر کرده و نزد داعی در ساری فرستاد. سید عقیقی با ملاقات داعی اظهار پشیمانی نمود؛ ولی داعی کبیر فرمان مجازات را صادر کرده و به وسیله یک ترک رومی، در محلهٔ «دروازه گرگان» ساری گردن زده شد و جسدش را در قبرستان زرتشتیان و به روایتی یهودیان دفن کردند. داعی از فرصت موفقیت خود استفاده کرد و برادرش محمد را گسیل داشت تا قلمروی رستم را تسخیر کند. ابو طلحه منصور بن شورکوب شورشی‌ای در نیشابور که با علویان همپیمان شده بود مادر احمد را دستگیر و نیشابور را تسخیر کرد و بدین ترتیب جنوب غربی خراسان به کنترل علویان درآمد. سکه‌هایی به نام داعی کبیر در این دوره در نیشابور ضرب شده‌است.

## مرگ
حسن بن زید در اواخر عمرش بیمار شد و این بیماری یک سال ادامه داشت. وی در این دورهٔ زمانی حتی نمی‌توانست سوار اسب شود. برهمین اساس برادرش، محمد بن زید، در گرگان و خودش در آمل مستقر بودند. دامادش، احمد بن محمد، نیز کارهایش را در آمل انجام می‌داد.
وی پیش از مرگ وصیت نمود که برادرش پس از او رهبری علویان را برعهده گیرد و از احمد بن محمد خواست که در آمل و شهرهای اطراف آن برای محمد بیعت جمع نماید. سرانجام داعی در روز دوشنبه، ۳ رجب ۲۷۰ هجری قمری درگذشت و او را در همین شهر دفن کردند.
وی پیش از مرگ، برای خود در محله‌ای به نام «راستکوی» در آمل، آرامگاهی بنا کرد و پس از مرگش او را در این آرامگاه دفن نمودند. در زمان اولیاءالله آملی این آرامگاه مشرف بر ویرانه‌ای بوده‌است.

## میراث

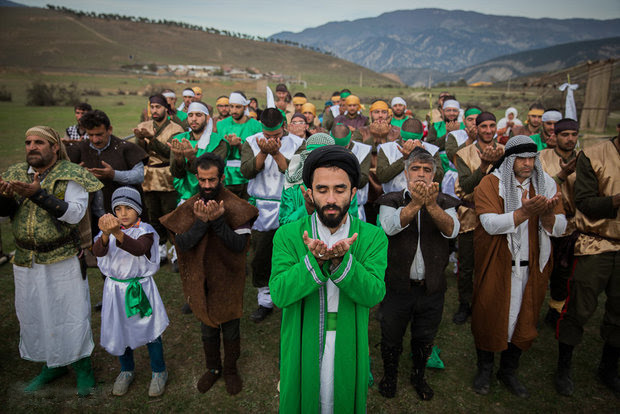
بازسازی واقعه بیعت مردم غرب طبرستان با حسن بن زید در مرزن آباد.

گرچه حکومت علویان در نواحی جنوبی دریای خزر عمر چندانی نداشت، ولی تا قرن‌ها تأثیرات فرهنگی آن قابل مشاهده بود. ایجاد جوامع زیدی در شهرهای دیلمستان تا خراسان و پس از آن انتقال فرهنگ زیدی در چند مرحله به یمن و نتیجتاً رشد و شکوفایی فرهنگی یمنی‌ها در اثر این حکومت کوتاه مدت بوده‌است.

## خانواده
حسن بن زید دارای فرزند پسر نبوده؛ در نام دختر وی نیز اختلافاتی مابین مورخان وجود دارد. برخی دخترش را «ام الحسن» معرفی کرده‌اند که با پسردایی خود، ابوالحسین احمد بن محمد، ازدواج نموده (در منابع اولیه به عنوان داماد داعی از او نام برده شده)، درحالی‌که عده‌ای وی را خواهر داعی دانسته و احمد بن محمد را به معنای شوهرخواهرش می‌دانند. برخی نیز دختر داعی را «کریمه» ذکر کردند که از کنیزی به دنیا آمده و پیش از رسیدن به سن ازدواج وفات یافته بود.

## خصوصیات اخلاقی
حسن بن زید علیه مخالفان خود بسیار سخت‌گیرانه برخورد می‌کرد. چنانچه در سنت رسمی زیدیه، داعی کبیر را به عنوان امام نمی‌شناسند، احتمالاً دلیلش رفتارهای خشونت‌آمیز وی بوده. چنانچه گروهی از زیدیان طبرستان به «ابوجعفر زُباره»، نیای خاندان بنوزباره نیشابور ساکن در مدینه، نامه‌ای نوشته و با شکایت از رفتارهای حسن بن زید، از او خواستند تا برای امامت زیدی‌ها به طبرستان رود. ابوجعفر زباره نیز چنین کرد، اما در طبرستان با پیمان‌شکنی روبرو شد و در نبردهایی که میان وی با حسن بن زید درگرفت، شکست خورد و راهی آبه یا آوه شد و در همان‌جا ساکن گشت.

| بعثت سطوته فی الموت رعباً |  | أیقن الموت بان الموت فان  |
| ملک الموت ینادیه أجرنی   |  | منک، کم تغزو بضرب و طعان؟ | معنی: استواریش در مرگ وحشت افکند. مرگ دانست که خواهد مُرد. فرشته مرگ او را ندا می‌دهد که مرا پناه ده! چند با شمشیر و نیزه می‌جنگی؟

حسن و محمد بن زید، هیچ‌کدام در سال‌های پس از خود به عنوان امام زیدی شناخته نشدند، به‌ویژه پیروان نوادهٔ ابراهیم بن قاسم، یعنی «یحیی الهادی الی الحق» بنیادگذار زیدیه در یمن، آن‌ها را متهم به بیدادگری کرده‌اند. الهادی اندکی پیش از ظهورش در یمن، در زمان حکومت محمد بن زید به آمل سفر کرده‌بود. زیدیان متعلق به مدرسهٔ قاسم بن ابراهیم در طبرستان نوادهٔ او را به عنوان مرجع خود در امور مذهبی می‌دانستند، حتی اگر آن‌ها از حکومت حسن بن زید و برادرش حمایت می‌کردند. تعدادی از طبری‌های زیدی، پس از روی کارآمدن الهادی در یمن به او پیوستند و حامی وی گشتند.
ابونصر بخاری در گزارشی می‌گوید «داعی به روزگار حکومتش گروهی از دانشمندان بزرگ و سادات برجسته و مهتران علوی را کشت.» همچنین در کتاب تاریخ قم از قتل «محمد بن علی خزری» توسط داعی و به وسیلهٔ زهر، سخن گفته شده. حسن عسگری، امام شیعیان امامیه، نیز از کشتار داعی به علت خبرچینی زیدیان، شکوه کرده‌است. ابن اسفندیار نیز گفته‌است داعی هر کسی که علاقه‌ای به مسوّده داشت را به قتل می‌رساند. حتی سمعانی گزارشی دارد که یکی از اهالی استرآباد در زمان داعی حسن بن زید تمام اموالش را فروخت تا از ظلم او خلاص شده و به نیشابور کوچ کند.
همچنین گزارش‌هایی از «جهاد با کفار» و قتل دو هزار کافر در دیلم و تقسیم غنائمشان، یا در جایی قطع دست و پای هزار دیلمی، که پس از نصیحت‌های داعی به سرقت و فسادشان ادامه دادند، وجود دارد. حسن بن زید پیش از آن که بمیرد، خبر مرگ خود را در شهر آمل منتشر کرد و تشییع جنازه‌ای برای خود ترتیب داد و افرادی که از مرگ او شادمان شده‌بودند و علیهش اقدام کردند را در مسجد جامع شهر محاصره کرده و به قتل رساند و اجسادشان را در گودالی در شرق مسجد انداخت که سال‌ها به «مزار شهدا» معروف بوده‌است.
یکی از دلایل خشونت داعی کبیر و برادرش علیه دیگر علویان را احتمالاً ترس این دو از رقابت دیگر سادات برای رسیدن به حکومت و گرفتن جایگاهشان بوده‌است. از آنجا که در مذهب زیدیه هر یک از سادات می‌توانند با قیام علیه ظلم به مقام «امامت» دست یابند و وجود چند امام در یک زمانه نیز ممکن بوده‌است، داعی و برادرش حتی به تمایلات احتمالی دیگر سیدها واکنش نشان می‌دادند.

## مذهب
حسن بن زید پیرو شاخهٔ جارودیه در مذهب زیدیه بوده‌است. او در سیاست‌های مذهبی خویش، رسوم، فقه و کلام معتزلی را به شکلی رسمی اجرا می‌کرد. وی جنبش خود را بر سه اصل بنا نمود که در زمان گرفتن بیعت از اهالی کلار نیز بر این اصول تأکید کرده‌است:
- اقامهٔ کتاب الله
- احیای سیرهٔ نبوی[۱۶۰]
- امر به معروف و نهی از منکر

وی پس از رسیدن به حکومت، مذهب زیدیه را دین رسمی کشور اعلام نمود و در بخشنامه‌ای صادر کرد و در آن نوشت:
دستور دهید رعایا را جمع و نظر ما را یکجا به اطلاعشان برسانند. ما از عاملان و کارپردازان شما می‌خواهیم که به کتاب خدا، سنّت رسول خدا و آنچه که به‌طور مسلّم از امیرمؤمنان و پیشوای پرهیزگاران امام علی بن ابی‌طالب در اصول و فروع دین به ما رسیده‌است عمل کند و فضیلت و برتری آن حضرت بر تمامی امت را آشکار نمایند. مردم را از اعتقاد به جبر و تشبیه و کید و دشمنی با موحدانی که قائل به عدل و توحید هستند، بازدارند. همچنین آنان را از تعرض به شیعیان و اذیت و آزارشان منع کنند و نگذارند دربارهٔ فضیلت دشمنان خدا و دشمنان امیرمؤمنان چیزی را روایت کنند.
از آنان بخواهید که «بسم الله الرحمن الرحیم» را در نماز بلند گفته، برای نماز صبح قنوت خوانده، در نماز میت پنج تکبیر گفته، مسح کشیدن از روی کفش را ترک نموده، در اذان و اقامه جملهٔ «حی علی خیرالعمل» را اضافه کرده، جملات اقامه را دو تا دو خوانده و از سرپیچی دستورات ما بر حذر باشند. پس هر کس با دستورات و دیدگاه ما مخالفت ورزد خونش هدر و احترامی برای حرمت و محارمش باقی نخواهد بود. با این بیان عذری برای آنانی که انذارشان کردیم، باقی نمی‌ماند. والاسلام.
این بیانیه با اعتقادات زیدیان امروزی تفاوت داشته و به اعتقادات شیعیان دوازده امامی نزدیک‌تر است. گرچه اغلب مورخان وی را زیدی می‌دانند، تعدادی نیز وی را امامی معرفی کردند، که نمی‌تواند صحیح باشد و او طبعاً یک زیدی با فقه حنفی بوده‌است. کتاب‌های الابانه و حسبه از تألیف‌های اوست که زیدی بودنش را اثبات می‌کند.

### ارتباط با شیعیان امامیه
كان الحسن بن زيدالداعي مع شرف نسبة و كرم حسبة عالي الهمه شجاعاً حازماٌ ثاقب الداي متواضعاً جوداً كريماً عارفاً بمواقع الكلام متعطفاً محسناً اليهم كثير البر بهم.
حسن بن زید، داعی، علاوه بر شرافت و بزرگی نسب و کرامت گذشتگانش شخص با همتی بلند، شجاع، دوراندیش، دارای نظری محکم، فروتن، بخشنده، با گذشت، عارف به علم کلام، با عاطفه به مردم و نیکوکار بوده‌است.

روزنامهٔ شرق
طبری در کتابش از کشف ارتباطات مابین حسن بن زید و برادرزاده‌اش، محمد بن علی بن خلف (خالد) العطار، توسط جاسوسان دستگاه عباسی حرف به میان آورده و این در صورتی است که این فرد از هواداران علی النقی بوده و این مکاتبات مخفی به دستگیر شدن تعداد زیادی از رهبران شیعه امامیه در بغداد انجامید.
از طرف دیگر گزارش‌هایی از سخت‌گیری داعی بر شیعیان امامی وجود دارد و در این دورهٔ زمانی اختلاف عمیقی میان زیدی‌ها و امامی‌ها ایجاد شده بود و به آن‌ها مرتباً «اصحاب السیف» و «اصحاب الامامة» می‌گفتند.
مواجهه عبدالعظیم حسنی با حسن بن زید نیز مورد توجه قرار گرفته‌است؛ زیرا تا سال ۲۵۰ هجری عبدالعظیم حسنی در تبرستان زندگی می‌کرد اما از سال ۲۵۰ که داعی کبیر وارد تبرستان شد، او از تبرستان خارج و به ری مهاجرت کرد و در نهایت در سال ۲۵۲ در ری از دنیا رفت. با توجه به جایگاه ویژه عبدالعظیم حسنی در نزد امامیه مخصوصاً تاکیدات که از سوی امامان معصوم شبیه داشته‌است عدم همراهی با داعی کبیر و قیام علویان تبرستان محل سؤال است که آیا از روی تقیه بوده‌است یا عدم اعتقاد به قیام؟

### نظراتی دربارهٔ سفیدی پرچم داعی
داعی رنگ سفید را برای پرچم خود برگزید؛ این پرچم‌ها بعدها نشانهٔ مشخص وی گشت و در لشگرگاه‌هایش آن را به روی درختان آویزان می‌نمود.
خلفای عباسی از پوشش سیاه بهره می‌بردند و برهمین اساس «سیاه جامگان» یا «مسوده» خوانده می‌شدند، اغلب آنان نیز اهل تسنن بودند؛ لیکن داعی کبیر شیعه بود و مخالف مذهبی آنان به‌شمار می‌رفت و از پوشش‌های سفید رنگ استفاده می‌کرد.

### توجه به مرقد ائمه

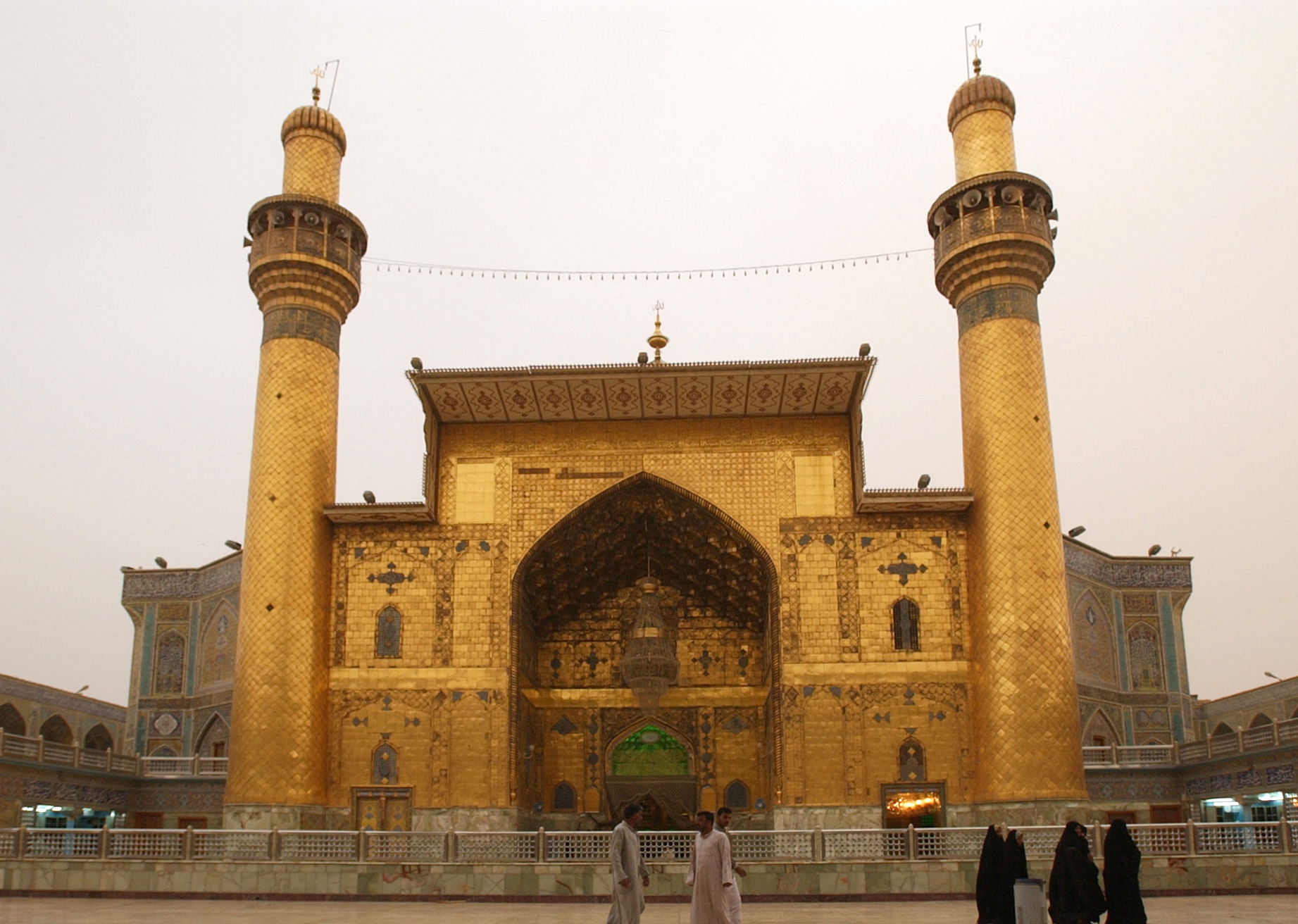
مرقد کنونی امام یکم شیعیان

روی کار آمدن داعی مقارن با مرگ متوکل عباسی و روی کار آمدن منتصر بود. منتصر که خود را «شیعه» می‌خواند، سعی در نزدیکی با علویان داشت و اجازه به مرمت ابنیه شیعیان داد. داعی کبیر در این فرصت هر جا دخمه و مقبره‌ای ساخت و حرم امام حسین که در عهد متوکل تخریب شده‌بود را اندکی بازسازی کرد.
بنا بر نقلی، حسن بن زید نخستین فردی بود که بر مرقد علی بن ابی‌طالب در نجف، دیواری بنا کرد و به تعمیر آنجا پرداخت. این در حالی است که عده‌ای دیگر محمد بن زید را نخستین فردی می‌دانند که قبر علی را تعمیر نموده‌است.

## زبان و ادبیات
در زمان حکومت داعی کبیر فضای جامعهٔ طبرستان در کوهستان و جلگه متفاوت بود. در شهرهای دشت زبان عربی غالب شده بود و بحث پیرامون قرآن و گرایش‌های مذهبی و دسته‌بندی‌های دینی بسیار بود و از این بستر افرادی مانند محمد بن جریر طبری رشد یافتند که هیچ عنایتی به طبرستان ندارند. حتی سه قرن بعد، هنگامی که ابن اسفندیار تاریخ سرزمین طبرستان را به نگارش درآورد، زبان عربی در آن می‌چلبد. اما در کوهستان‌های طبرستان فضای متفاوتی وجود داشته. در آنجاست که زبان طبری به بقای خود ادامه می‌دهد و مرزبان بن رستم، شاهزادهٔ باوندی، کتاب‌هایی به این زبان نوشته‌است. گرچه بیانیهٔ رسمیت تشیع در زمان داعی کبیر در دشت‌های طبرستان ابلاغ گشت و جلگه‌نشینان طبرستان به این مذهب درآمدند ولی در کوه‌ها حتی تا دو قرن بعد، هنوز نشانه‌هایی از ادیان باستانی مردم وجود دارد.

### آثار حسن بن زید
حسن بن زید مؤلف کتاب‌هایی با نام‌های الحجة في الامامة، الجامع في الفقة و البیان بوده‌است که امروزه از آن‌ها هیچ اثری نمانده‌است.
از آنجا که سادات علوی طبرستان در ادبیات عربی دستی داشته‌اند، بارگاه آنان محل «نشو و نما و ملجاء و ملاذ» پژوهشگران دینی و سایر ادیبان زمانه بوده‌است. به عنوان مثال، قصیدهٔ «ابی مقاتل ضریر»، شاعر نابینای رازی، در وصف حسن بن زید، هنوز هم شهرت بسیاری دارد. همچنین کتاب اخبار الخلفاء صولی حسن بن زید را شاعر و آگاه به نقد شعر] معرفی می‌کند و شعرهایی را به او نسبت می‌دهد. از جمله ابیاتی که فی‌البداهه به همراه خانوادهٔ سلیمان بن عبدالله برای او فرستاد. در همین سال او پس از ورود به شهر ساری، ابوالغمر هارون بن محمد، شاعری که علیه او اشعاری سروده بود، را به محبس انداخت و او را متهم به جاسوسی برای عباسیان کرد و تا زمانی که قصیده‌ای در حمایت داعی نسرود، او را آزاد نکرد.

## سکه‌ها
برنهارد دارن، در کتاب کاسپیا، نوشته‌است، یک سری سکه در اطراف آبسکون پیدا کرده‌اند که تاریخشان مربوط به دوره فرمانروایی حسن بن زید است. این سکه‌ها حاوی آیه‌ای هستند که می‌گوید: «اذن الذين يقاتلون بانهم ظلموا و ان الله علي نصرهم لقدير». مفهوم این آیه چنان است که «خداوند به کسانی که درحال جنگ بودند اجازه داد چون به ایشان ظلم می‌شد.» ارنست کونیک، مورخ روس، احتمال داده که این آیه را بدان جهت نوشته‌اند که در آن دوره روس‌ها آبسکون را تصرف کرده‌بودند و داعی می‌خواست با این آیه مردم را تشویق به جنگیدن با متجاوزان کند. گفتنی است که چند سکه این‌گونه در فرح‌آباد هم پیدا شده‌است.
سکهٔ دینار طلایی از حسن بن زید، در کتابخانه و موزه ملی ملک در تهران نگهداری می‌شود که در سال ۲۵۸ هجری، با ضخامت ۱ میلیمتر و قطر ۲ سانتیمتر و ۱ میلیمتر، ضرب شده‌است.

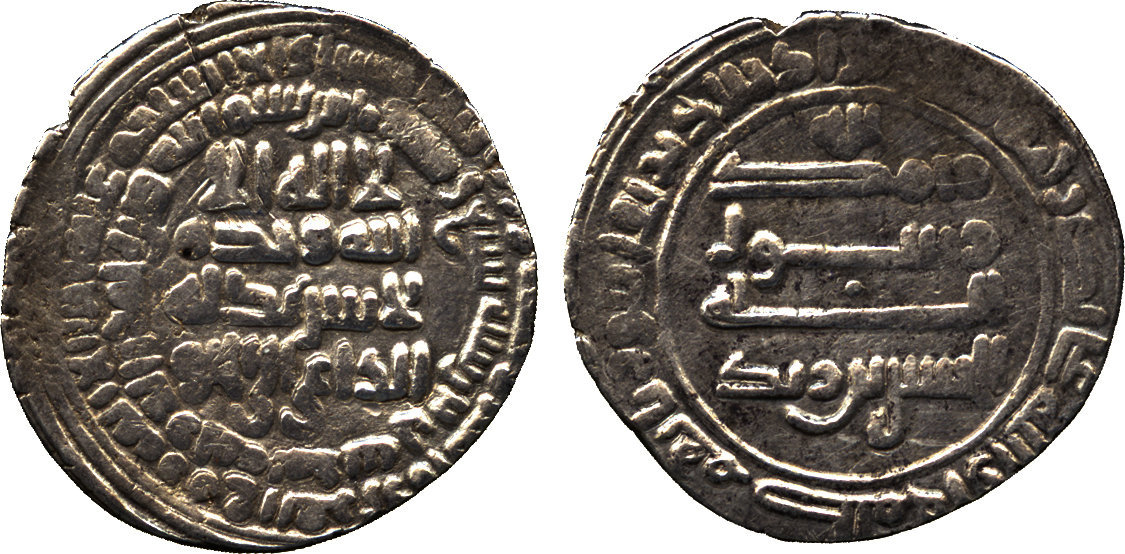
ضرب شده در جرجان، ۲۶۹ قمری
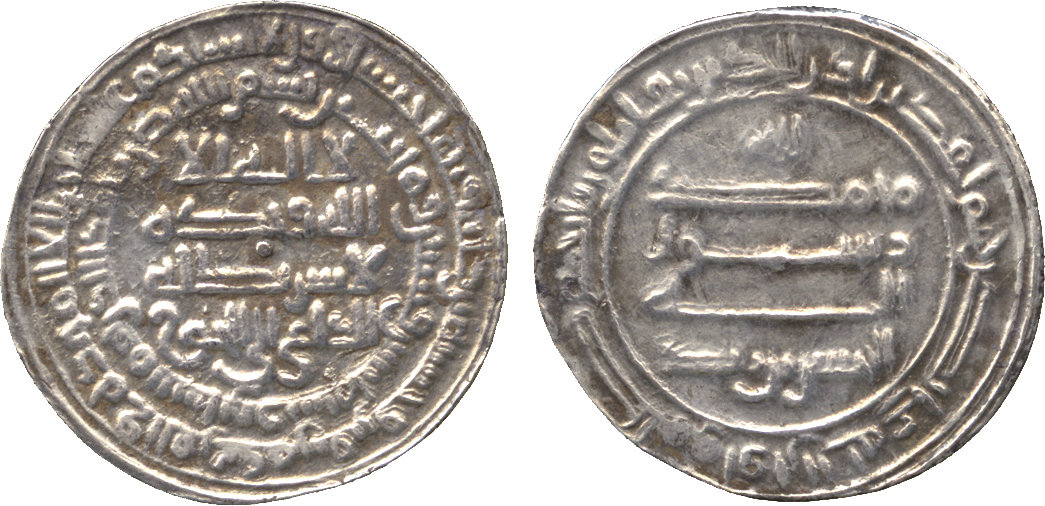
ضرب شده در جرجان، ۲۶۹ قمری
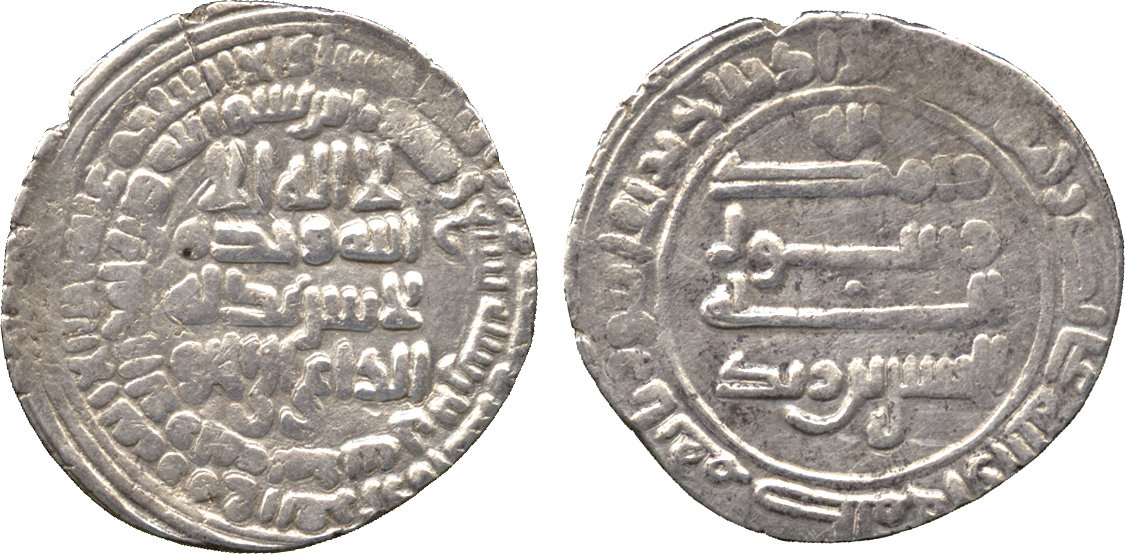
ضرب شده در جرجان، ۲۶۹ قمری
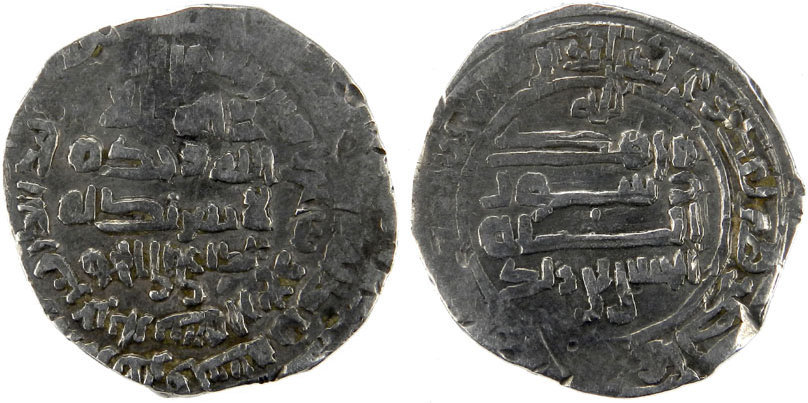
ضرب شده در جرجان، ۲۶۹ قمری
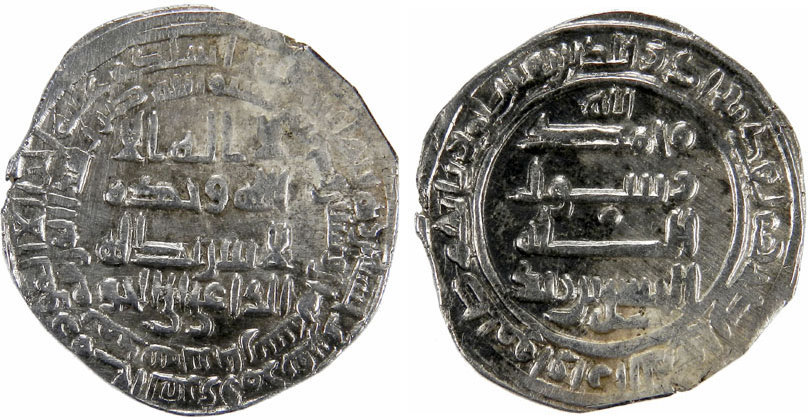
ضرب شده در جرجان، ۲۶۹ قمری

## مطالعهٔ بیشتر
- صابر خان، محمد (مرداد و شهریور ۱۳۵۹). «آغاز تاریخ مذهب شیعه زیدی در دیلمان و گیلان» (۳ و ۴). ترجمهٔ احمد آرام. آینده. بایگانی‌شده از اصلی در ۱۰ ژانویه ۲۰۱۳.
- صابر خان، محمد (مرداد و شهریور ۱۳۵۹). «آغاز تاریخ مذهب شیعه زیدی در دیلمان و گیلان (قسمت دوم)» (۵ و ۶). ترجمهٔ احمد آرام. آینده. بایگانی‌شده از اصلی در ۱۰ ژانویه ۲۰۱۳.